# Иванишевич, Иван (шахматист)
И́ван Ивани́шевич (серб. Иван Иванишевић; род. 23 ноября 1977) — сербский шахматист, гроссмейстер (2000).
Многократный чемпион Сербии: 2008, 2009, 2011, 2012, 2017, 2019 гг.
Выступления в составе сборной Югославии:
- 25-я Балканиада среди юношей (1994) в г. Варне. Команда Югославии заняла 1-е место, И. Иванишевич, играя на 4-й доске, завоевал серебряную медаль в индивидуальном зачёте.
- 3 шахматные олимпиады (1998—2002).
- 4 командных чемпионатах Европы (1999—2005). На чемпионате 2001 года И. Иванишевич, играя на 3-й доске, завоевал бронзовую медаль в индивидуальном зачёте.

Выступления в составе сборной Сербии:
- 4 шахматные олимпиады (2008—2014).
- 6 командных чемпионатов Европы (2007—2017).

Выступления в личных соревнованиях:
- 36-й Чемпионат мира среди юниоров (1997) в Жагани.
- 6-й Кубок мира по шахматам (2011) в г. Ханты-Мансийске. Выбыл из борьбы в 1-м туре, уступив А. В. Онищуку.

В составе различных команд участник следующих клубных соревнований:
- 3 Кубка европейских клубов (2002, 2008, 2016).
- 6 командных чемпионатов чемпионатов Боснии и Герцеговины (2003—2004, 2007—2010). Выиграл 2 медали в команде (1 золотую и 1 серебряную), а также 2 медали в индивидуальном зачёте (1 золотую и 1 серебряную).

В 2012 году в составе команды г. Нови-Сад участвовал в  1-м командном чемпионате мира по шахматам среди городов в г. Эль-Айне. И. Иванишевич выступал на 1-й доске, команда заняла 3-е место.

## Изменения рейтинга
| Графики недоступны из-за технических проблем. См. информацию на Фабрикаторе и на mediawiki.org. |